# Marcel Hartel
Marcel Hartel (Keulen, 19 januari 1996) is een Duits voetballer die bij voorkeur als centrale middenvelder speelt. Hij verruilde 1. FC Köln in juli 2017 voor 1. FC Union Berlin.

## Clubcarrière
Hartel speelde in de jeugd van SC West Köln en FC Köln. Op 20 februari 2016 debuteerde hij in de Bundesliga, uit tegen Borussia Mönchengladbach. Hij viel na 62 minuten in voor Filip Mladenović. Eén week later mocht Hartel opnieuw invallen, thuis tegen Hertha BSC.